# Ménerville
Ménerville és un municipi francès, situat al departament d'Yvelines i a la regió de Illa de França. L'any 2007 tenia 197 habitants.
Forma part del cantó de Bonnières-sur-Seine, del districte de Mantes-la-Jolie i de la Comunitat de comunes Les Portes de l'Île-de-France.

## Demografia

### Població
El 2007 la població de fet de Ménerville era de 197 persones. Hi havia 76 famílies, de les quals 16 eren unipersonals (8 homes vivint sols i 8 dones vivint soles), 20 parelles sense fills i 40 parelles amb fills.
La població ha evolucionat segons el següent gràfic:
Habitants censats

### Habitatges
El 2007 hi havia 78 habitatges, 74 eren l'habitatge principal de la família, 2 eren segones residències i 2 estaven desocupats. Tots els 78 habitatges eren cases. Dels 74 habitatges principals, 69 estaven ocupats pels seus propietaris, 4 estaven llogats i ocupats pels llogaters i 1 estava cedit a títol gratuït; 1 tenia dues cambres, 9 en tenien tres, 16 en tenien quatre i 48 en tenien cinc o més. 63 habitatges disposaven pel capbaix d'una plaça de pàrquing. A 27 habitatges hi havia un automòbil i a 41 n'hi havia dos o més.

### Piràmide de població
La piràmide de població per edats i sexe el 2009 era:
| Homes | Edats   | Dones |
| ----- | ------- | ----- |
| 0     | 95 o +  | 0     |
| 0     | 90 a 94 | 0     |
| 0     | 85 a 89 | 4     |
| 0     | 80 a 84 | 0     |
| 0     | 75 a 79 | 0     |
| 4     | 70 a 74 | 0     |
| 4     | 65 a 69 | 0     |
| 12    | 60 a 64 | 8     |
| 4     | 55 a 59 | 4     |
| 8     | 50 a 54 | 8     |
| 16    | 45 a 49 | 12    |
| 4     | 40 a 44 | 4     |
| 4     | 35 a 39 | 0     |
| 4     | 30 a 34 | 16    |
| 4     | 25 a 29 | 4     |
| 24    | 20 a 24 | 4     |
| 8     | 15 a 19 | 8     |
| 0     | 10 a 14 | 8     |
| 4     | 5 a 9   | 4     |
| 8     | 0 a 4   | 4     |

## Economia
El 2007 la població en edat de treballar era de 127 persones, 104 eren actives i 23 eren inactives. De les 104 persones actives 100 estaven ocupades (53 homes i 47 dones) i 4 estaven aturades (3 homes i 1 dona). De les 23 persones inactives 7 estaven jubilades, 5 estaven estudiant i 11 estaven classificades com a «altres inactius».

### Ingressos
El 2009 a Ménerville hi havia 73 unitats fiscals que integraven 194 persones, la mediana anual d'ingressos fiscals per persona era de 24.258 €.

### Activitats econòmiques
Dels 5 establiments que hi havia el 2007, 2 eren d'empreses de construcció, 1 d'una empresa de transport, 1 d'una empresa d'informació i comunicació i 1 d'una empresa de serveis.
Dels 2 establiments de servei als particulars que hi havia el 2009, 1 era una lampisteria i 1 electricista.
L'any 2000 a Ménerville hi havia 4 explotacions agrícoles que ocupaven un total de 464 hectàrees.

## Poblacions més properes
El següent diagrama mostra les poblacions més properes.